# Hemmatjärnen, Hälsingland
Hemmatjärnen är en sjö i Ljusdals kommun i Hälsingland och ingår i Ljusnans huvudavrinningsområde. Sjön är 5,2 meter djup, har en yta på 0,037 kvadratkilometer och är belägen 390 meter över havet.